# 法的能力
法的能力（ほうてきのうりょく、英: legal capacity）は、人の法的な能力。

## 構成
法的能力に関しては大陸法と英米法で捉え方に違いがある。
大陸法の諸国では法的能力を権利能力と行為能力の二つに区別して捉えている。英米法の諸国ではlegal capacityは大陸法でいう権利能力のみを指し、行為能力はlegal capacityの行使（exercise）として捉えられている。
障害者権利条約の交渉過程では各国の認識の違いから混乱もあり、議長草案では“legal capacity”と“the capacity to act”を使い分ける案も議論されたが、最終的に“legal capacity”のみに統一された（障害者権利条約12条）。